# Vuur, liefde en vitaminen
Vuur, liefde en vitaminen (en neerlandès Fe, amor i vitamines) és una pel·lícula belga de comèdia rodada en flamenc i dirigida per Jef Bruyninckx el 1956. Fou seleccionada al Festival Internacional de Cinema de Sant Sebastià 1958

## Argument
El sergent de bombers Fredrik Sestig és un home feliç. Vidu des de fa més de 20 anys malgrat tenir pretendentes, viu amb la seva filla Martje, una jove tendra que té cura d'ell. Però Martje vol casar-se. Un dia aconsegueix salvar un lloro del foc i de sobte s'enfronta a la més gran aventura de la seva vida. Com agraïment és convidat a "Vila Cupido".

## Protagonistes
- Nora Aurousseau ... 	Pim Labroche
- Gebroeders De Clerck
- Romain Deconinck ... Valère
- Co Flower... Blanche Labroche
- Renaat Grassin ... Nelson
- Charles Janssens… Sergent Sestig
- Pim Lambeau... Martje
- Julien Schoenaerts ... Valère
- Jos Van den Broeck ... Nebot de Valère
- Dora van der Groen ... Jessy Labroche
- Gaston Vandermeulen ... M. Labroche
- Hans Verne ... Policia